# An-Sophie Mestach
An-Sophie Mestach (Gent, 7 maart 1994) is een Belgisch padelster en voormalig tennisspeelster. 

## Loopbaan
Zij begon met tennis toen zij vier jaar oud was. Haar favoriete ondergrond is gras. Zij speelt rechtshandig en heeft een tweehandige backhand.
Loopbaan als junior
An-Sophie Mestach won op 29 januari 2011 als eerste Belgische het juniorentoernooi van de Australian Open, tegen de Puerto-Ricaanse Mónica Puig. De dag ervoor won zij samen met de Nederlandse Demi Schuurs eveneens het dubbelspel in Australië. Op 31 januari 2011 werd zij de nieuwe nummer één van de wereld bij de juniores. Zij was de tweede Belgische die dit presteerde, na Kirsten Flipkens in 2003.
Loopbaan als volwassene
In 2008 nam Mestach voor het eerst deel aan een ITF-toernooi in het enkelspel. In het dubbelspel viel haar debuut in 2009. Zowel in het enkel- als in het dubbelspel bereikte zij enkele malen de finale van een ITF-toernooi. In het enkelspel behaalde zij zes ITF-titels, in het dubbelspel een.
Zowel in 2010 als in 2011 bevocht Mestach de eer van België in de Fed Cup, respectievelijk met Sofie Oyen (2010) en met Kirsten Flipkens (2011). Ook in 2013 en 2014 speelde zij mee in het Fed Cup-team.
Tijdens de Astrid Bowl in 2011 raakte zij geblesseerd aan de pols. Een operatie was onvermijdelijk waardoor zij de rest van het seizoen miste. Begin 2012 ontving zij een wildcard voor het kwalificatietoernooi van de Australian Open. Hierin verloor zij in de eerste ronde. Na de Australian Open speelde zij nog een juniorentoernooi in Australië. Op dat toernooi kreeg zij opnieuw last van de pols – daardoor was zij opnieuw enkele maanden buiten strijd.
In 2015 nam Mestach voor het eerst deel aan een grandslamtoernooi – met haar ranking op plaats 102 werd zij rechtstreeks toegelaten tot het hoofdtoernooi van de Australian Open. Door een ongelukkige loting moest zij het in haar openingspartij opnemen tegen de als tiende geplaatste Jekaterina Makarova, die aan twee sets voldoende had om de Belgische naar huis te sturen. Later dat jaar won zij in Québec haar eerste WTA-titel, door aan de zijde van de Tsjechische Barbora Krejčíková het dubbelspeltoernooi te winnen.

## Posities op deWTA-ranglijst
Positie per einde seizoen:
| jaar | rang enkelspel | rang dubbelspel |
| ---- | -------------- | --------------- |
| 2009 | 906            | 612             |
| 2010 | 469            | 711             |
| 2011 | 617            | –               |
| 2012 | 408            | 962             |
| 2013 | 138            | 1016            |
| 2014 | 128            | 418             |
| 2015 | 123            | 91              |
| 2016 | 222            | 90              |
| 2017 | 350            | 109             |
| 2018 | 789            | 190             |

## Palmares
| Legenda                 |
| ----------------------- |
| Grandslamtoernooi       |
| Olympische Spelen       |
| Year-End Championships  |
| Premier Mandatory       |
| Premier Five / WTA 1000 |
| Premier / WTA 500       |
| International / WTA 250 |
| Challenger / WTA 125    |

### WTA-finaleplaatsen dubbelspel
| nr.                                | finale     | toernooi      | ondergrond    | partner             | tegenstandsters                                | score             |         |
| ---------------------------------- | ---------- | ------------- | ------------- | ------------------- | ---------------------------------------------- | ----------------- | ------- |
| gewonnen finales vrouwendubbelspel |            |               |               |                     |                                                |                   |         |
| 1.                                 | 2015-09-20 | WTA Québec    | tapijt (i)    | Barbora Krejčíková  | María Irigoyen Paula Kania                     | 4-6, 6-3, [12-10] | details |
| 2.                                 | 2016-01-09 | WTA Auckland  | hardcourt     | Elise Mertens       | Danka Kovinić Barbora Strýcová                 | 2-6, 6-3, [10-5]  | details |
| verloren finales vrouwendubbelspel |            |               |               |                     |                                                |                   |         |
| 1.                                 | 2015-02-15 | WTA Antwerpen | hardcourt (i) | Alison Van Uytvanck | Anabel Medina Garrigues Arantxa Parra Santonja | 4-6, 6-3, [5-10]  | details |

### Gewonnen ITF-toernooien enkelspel
| nr. | finale     | toernooi   | ondergrond | tegenstandster in finale | score         | dotatie |
| --- | ---------- | ---------- | ---------- | ------------------------ | ------------- | ------- |
| 1.  | 2012-09-23 | Antalya    | hardcourt  | Yurina Koshino           | 6-3, 6-2      | $10.000 |
| 2.  | 2013-05-05 | Gifu       | hardcourt  | Wang Qiang               | 1-6, 6-3, 6-0 | $50.000 |
| 3.  | 2014-01-26 | Sunderland | hardcourt  | Viktorija Golubic        | 6-1, 6-4      | $25.000 |
| 4.  | 2014-09-13 | Batoemi    | hardcourt  | Olga Jantsjoek           | 6-2, 6-0      | $25.000 |
| 5.  | 2014-10-12 | Monterrey  | hardcourt  | Lourdes Domínguez Lino   | 6-3, 7-5      | $50.000 |
| 6.  | 2014-11-23 | Toyota     | tapijt (i) | Shuko Aoyama             | 6-1, 6-1      | $75.000 |

### Gewonnen ITF-toernooien dubbelspel
| nr. | finale     | toernooi            | ondergrond    | partner              | tegenstandsters in finale                 | score            | dotatie  |
| --- | ---------- | ------------------- | ------------- | -------------------- | ----------------------------------------- | ---------------- | -------- |
| 1.  | 2014-09-13 | Batoemi             | hardcourt     | Sandra Zaniewska     | Aleksandrina Naydenova Valerija Strachova | 6-1, 6-1         | $25.000  |
| 2.  | 2016-01-29 | Andrézieux-Bouthéon | hardcourt (i) | Elise Mertens        | Viktorija Golubic Xenia Knoll             | 6-4, 3-6, [10-7] | $50.000  |
| 3.  | 2016-08-06 | Granby              | hardcourt     | Jamie Loeb           | Julia Glushko Volha Havartsova            | 6-4, 6-4         | $50.000  |
| 4.  | 2017-05-20 | Båstad              | gravel        | Kimberley Zimmermann | Ilona Kremen Cornelia Lister              | 4-6, 6-2, [10-5] | $25.000  |
| 5.  | 2017-06-18 | Manchester          | gras          | Magdalena Fręch      | Chang Kai-chen Marina Erakovic            | 6-4, 7-6         | $100.000 |
| 6.  | 2017-06-24 | İzmir               | hardcourt     | Nina Stojanović      | Emma Laine Kotomi Takahata                | 6-4, 7-5         | $60.000  |
| 7.  | 2017-09-17 | Las Vegas           | hardcourt     | Laura Robson         | Sophie Chang Alexandra Mueller            | 7-6, 7-6         | $60.000  |
| 8.  | 2018-07-15 | Contrexéville       | gravel        | Zheng Saisai         | Prarthana Thombare Eva Wacanno            | 3-6, 6-2, [10-7] | $100.000 |

### Gewonnen juniorentoernooien enkelspel
| nr. | finale     | toernooi                    | ondergrond | tegenstandster in finale | score    | graad |
| --- | ---------- | --------------------------- | ---------- | ------------------------ | -------- | ----- |
| 1.  | 2008-01-20 | Casio Hamburg G-Shock Cup   | tapijt     | Katharina Holert         | 7-6, 6-2 | 4     |
| 2.  | 2008-04-06 | Notts ITF Junior Tournament | hardcourt  | Amy Askew                | 6-1, 6-4 | 4     |
| 3.  | 2010-01-09 | Coffee Bowl                 | hardcourt  | Mónica Puig              | 7-6, 6-3 | 1     |
| 4.  | 2010-01-24 | Barranquilla Open           | gravel     | Verónica Cepede Royg     | 7-5, 6-4 | 1     |
| 5.  | 2011-01-02 | Casablanca Junior Cup       | hardcourt  | Caroline Garcia          | 7-6, 6-2 | A     |
| 6.  | 2011-01-08 | Coffee Bowl                 | hardcourt  | Caroline Garcia          | 6-4, 7-5 | 1     |
| 7.  | 2011-01-29 | Australian Open             | hardcourt  | Mónica Puig              | 6-4, 6-2 | A     |

### Gewonnen juniorentoernooien dubbelspel
| nr. | finale     | toernooi                      | ondergrond | partner      | tegenstandsters in finale           | score            | graad |
| --- | ---------- | ----------------------------- | ---------- | ------------ | ----------------------------------- | ---------------- | ----- |
| 1.  | 2007-04-01 | Marsa ITF Junior Tournament   | hardcourt  | Sofie Oyen   | Kristina Marová Martina Přádová     | 7-5, 6-3         | 5     |
| 2.  | 2010-01-09 | Coffee Bowl                   | hardcourt  | Demi Schuurs | Ellen Allgurin Tamara Čurović       | 6-4, 6-1         | 1     |
| 3.  | 2010-01-17 | Copa Gatorade                 | hardcourt  | Demi Schuurs | Andrea Gámiz Adriana Pérez          | 6-3, 6-4         | 1     |
| 4.  | 2010-01-23 | Barranquilla Open             | gravel     | Demi Schuurs | Andrea Gámiz Adriana Pérez          | 7-5, 6-3         | 1     |
| 5.  | 2010-06-25 | Roehampton                    | gras       | Demi Schuurs | Karolína Plíšková Kristýna Plíšková | 6-4, 3-6, [10-2] | 1     |
| 6.  | 2010-12-05 | Eddie Herr Int. Tennis Champ. | hardcourt  | Demi Schuurs | Jennifer Brady Lauren Herring       | 6-4, 4-6, [10-8] | 1     |
| 7.  | 2011-01-01 | Casablanca Junior Cup         | hardcourt  | Demi Schuurs | Eugenie Bouchard Miyu Kato          | 6-4, 6-2         | A     |
| 8.  | 2011-01-28 | Australian Open               | hardcourt  | Demi Schuurs | Eri Hozumi Miyu Kato                | 6-2, 6-3         | A     |

## Resultaten grandslamtoernooien
| Legenda | Legenda                          |
| ------- | -------------------------------- |
| g.t.    | geen toernooi gehouden           |
| l.c.    | lagere categorie                 |
| –       | niet deelgenomen                 |
| G       | uitgeschakeld in de groepsfase   |
| 1R      | uitgeschakeld in de eerste ronde |
| 2R      | uitgeschakeld in de tweede ronde |
| 3R      | uitgeschakeld in de derde ronde  |
| 4R      | uitgeschakeld in de vierde ronde |
| KF      | uitgeschakeld in de kwartfinale  |
| HF      | uitgeschakeld in de halve finale |
| F       | de finale verloren               |
| W       | het toernooi gewonnen            |
| w-v     | winst/verlies-balans             |

### Enkelspel
| toernooi        | 2015 |
| --------------- | ---- |
| Australian Open | 1R   |
| Roland Garros   | –    |
| Wimbledon       | –    |
| US Open         | –    |

### Vrouwendubbelspel
| toernooi        | 2016 |
| --------------- | ---- |
| Australian Open | –    |
| Roland Garros   | –    |
| Wimbledon       | 2R   |
| US Open         | –    |